# Brendon Hackwill
Brendon Alan Hackwill (9 maggio 1942 – 3 agosto 1995) è stato un cestista e giocatore di football australiano australiano.

## Carriera
Con l'Australia ha disputato le Olimpiadi del 1964, segnando 33 punti in 9 partite.